# Шмідта (Рубцовський район)
Шмі́дта (рос. Шмидта) — селище у складі Рубцовського району Алтайського краю, Росія. Входить до складу Новоросійської сільської ради.

## Населення
Населення — 98 осіб (2010; 105 у 2002).
Національний склад (станом на 2002 рік):
- росіяни — 88 %